# Дейр-аль-Адас
Дейр-аль-Адас (англ. Deir al-Adas, араб. دير العدس) — поселення в Сирії, що складає невеличку друзьку общину в нохії Габагіб, яка входить до складу мінтаки Ес-Санамейн в південній сирійській мухафазі Дара.